# Wasserkopf (Rieserfernergruppe)
Der Wasserkopf (3135 m, nach anderen Angaben 3141 m s.l.m., italienisch Cima dell’Acqua) ist ein Gipfel im westlichen Teil der Rieserfernergruppe in Südtirol. Er ist im Naturpark Rieserferner-Ahrn unter Schutz gestellt.
Das Schaustück des Berges ist die Nordseite, die über 650 Meter ins Gelttal steil abbricht. Sie wird auch als „kleine Eigernordwand“ bezeichnet, weil sie dieser berühmtesten Nordwand der Alpen ähnlich sieht. Erstbestiegen wurde diese Wand im August 1977, auch zu Beginn des 21. Jahrhunderts wurden in dieser Wand Erstbegehungen neuer Routen durchgeführt.

## Lage und Umgebung
Der Wasserkopf befindet sich im Hauptkamm der Rieserfernergruppe, der ausgehend von diesem Gipfel in westlicher Richtung über Großem Fensterlekofel (3171 m) und Rauchkofel (3043 m) zur Großen Windschar (3041 m) verläuft. Wenig östlich des Wasserkopfs biegt der Hauptkamm annähernd rechtwinklig nach Süden ab, im weiteren Verlauf befindet sich der Morgenkofel (3073 m), der etwas mehr als 500 Meter vom Wasserkopf entfernt ist, weitere etwa 600 Meter südöstlich befindet sich die Schwarze Wand (3105 m). Früher reichte der Gelttalferner von der Nordseite der Schwarzen Wand bis in die Ostflanke des Wasserkopfs.
Nördlich und östlich des Wasserkopfs befindet sich das Gelttal, ein Seitental des Reintals, das von diesem in südöstlicher Richtung abzweigt. Südwestlich des Gipfels befinden sich die Almen am Talende des Mühlbachtals, das vom Tauferer Tal bei Gais nach Nordosten abzweigt.
Der turmartige Gipfel bricht über etwa 150 Meter nach Südwesten nahezu senkrecht ab. Noch beeindruckender ist die Nordseite, die über knapp 700 Meter ins Gelttal steil abfällt.

## Alpinismus
Im Juli 1884 erreichten C. Wildberg und sein Führer Johann Niederwieser, genannt Stabeler, als erste den Gipfel des Wasserkopfs. Sie stiegen vom Mühlbachtal auf. Die genaue Route ist nicht überliefert. Etwa zwei Jahre später, am 31. Juli 1886, erfolgte die erste Begehung des heute als einfachste Route geltenden Südostgrats durch C. Noster und A. Benzien aus Berlin sowie Hans Hörhager aus Dornauberg. Diese hatten zuvor schon die Schwarze Wand bestiegen und waren zum Gelttalferner abgestiegen. Von dort gelangten sie auf den Verbindungsgrat von Morgenkofel und Wasserkopf und über diesen zum Gipfel, wobei ihnen die Zerrissenheit des Grats und eine drei Meter hohe senkrechte Wandstufe Probleme bereiteten. Noch im selben Jahr, am  10. September 1886, erreichte Ludwig Meyer aus Wien mit Führer Stefan Kirchler ebenfalls vom Mühlbachtal kommend den Gipfel durch ein zum Südwestgrat hinaufziehendes Couloir, das in unmittelbarer Nähe des Gipfels den Grat erreicht. Der Abstieg erfolgte über den zum Fensterlekofel ziehenden Westgrat und von der tiefste Scharte dieses Gratabschnitts hinunter ins Mühlbachtal.
Die Nordwand des Wasserkopfs wurde am  7. August 1977 von Werner Beikircher und Hans Kammerlander erstbestiegen. Eine neue, im unteren Wandteil direktere und als „Hydrocephalus“ bezeichnete Route wurde am 25. April 2013 von Ulrich Viertler, Raffaele Sebastiani und Alexander Mayer erstbegangen. Eine weitere, im oberen Teil etwas weiter rechts verlaufende Route, wurde von Veit Bertagnolli und Roland Marth am 5. April 2014 eröffnet und als „Wassermann“ bezeichnet. Noch im selben Jahr, am 25. November 2014, eröffneten Simon Gietl und Vittorio Messini mit der Route „Hakuna Matata“ eine weitere, sehr direkte Linie in der Nordwand des Wasserkopfs.
Der heute üblicherweise begangene Anstieg zum Wasserkopf führt zunächst vom Mühlbachtal auf markiertem Steig zum Morgenkofel. Die weitere Route über den Verbindungsgrat zum Wasserkopf folgt meist direkt dem Grat, über weite Strecken erleichtern Steinmännchen und eine alte Steiganlage die Wegfindung. Schlüsselstelle ist die Querung eines Felsband in der östlichen Flanke, bei der eine Seilsicherung möglich ist. Bei Erreichen des Gipfelaufbaus wird dieser nicht direkt erstiegen, sondern zunächst nördlich umgangen. Die letzten Meter gelangt man in leichter Kletterei von Norden auf den Gipfel. Der Verbindungsgrat weist Kletterschwierigkeiten des I. und stellenweise II. Schwierigkeitsgrads auf.

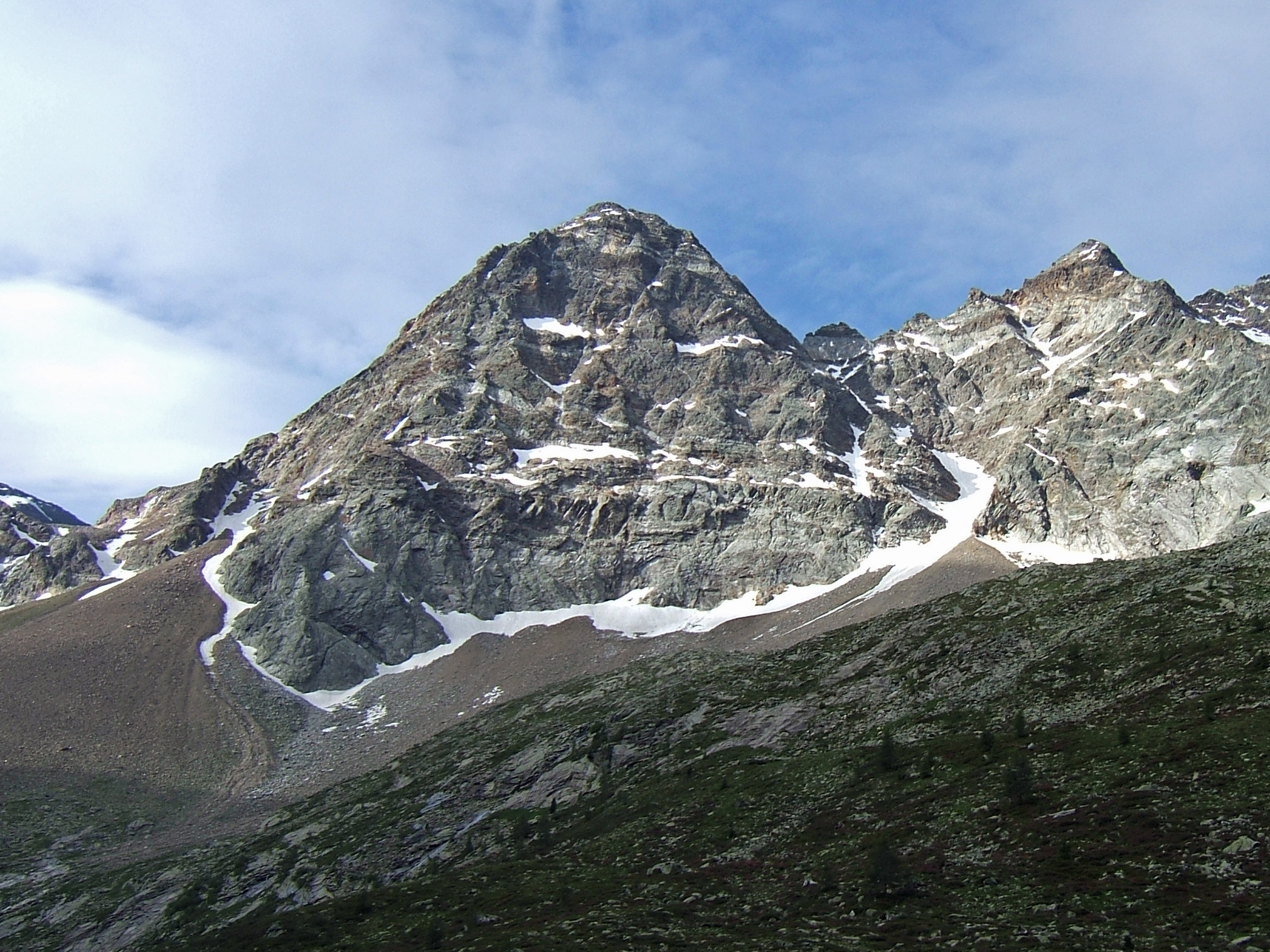
Wasserkopf von Norden aus dem Gelttal
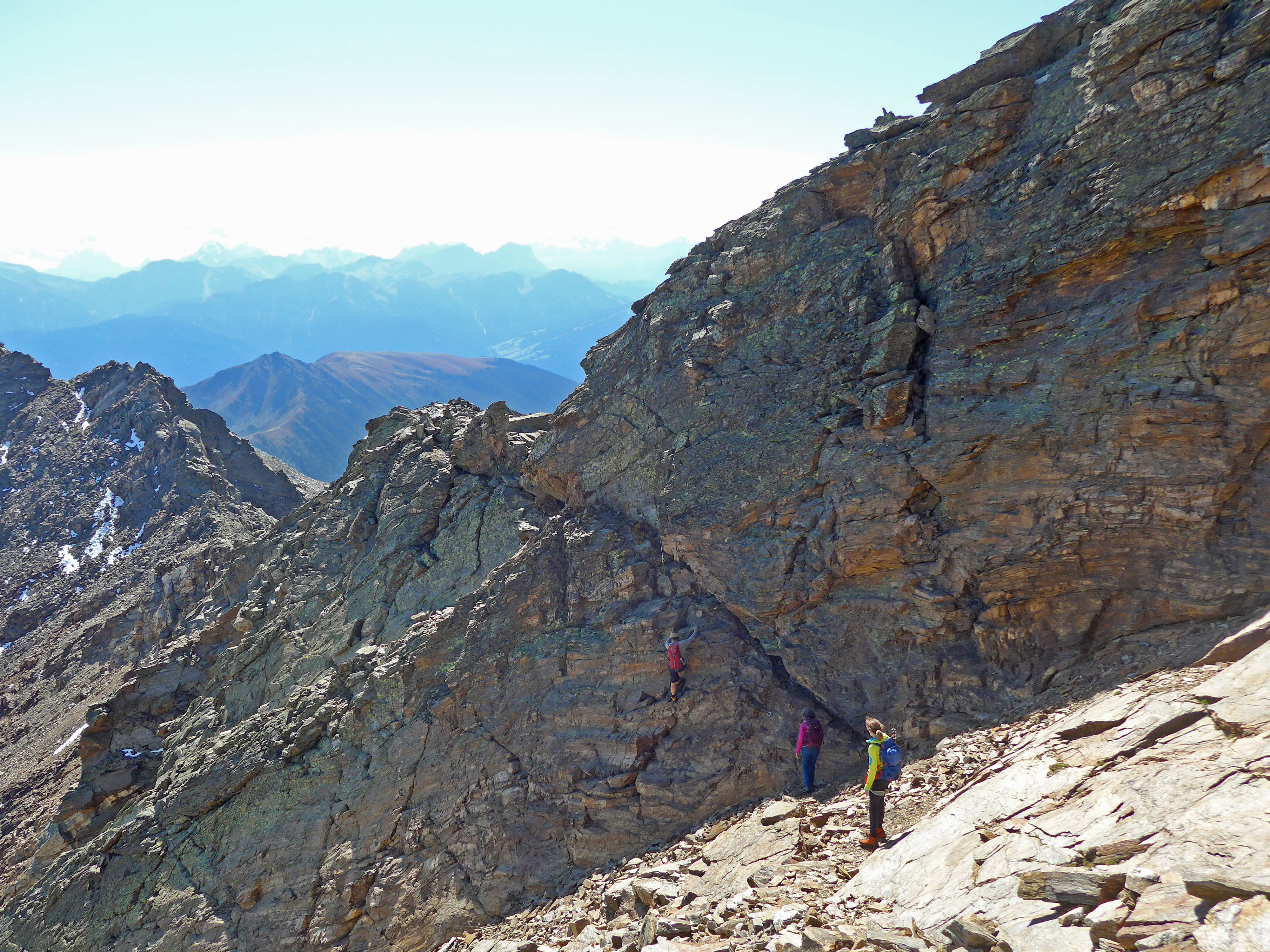
Schlüsselstelle am Südostgrat im Abstieg
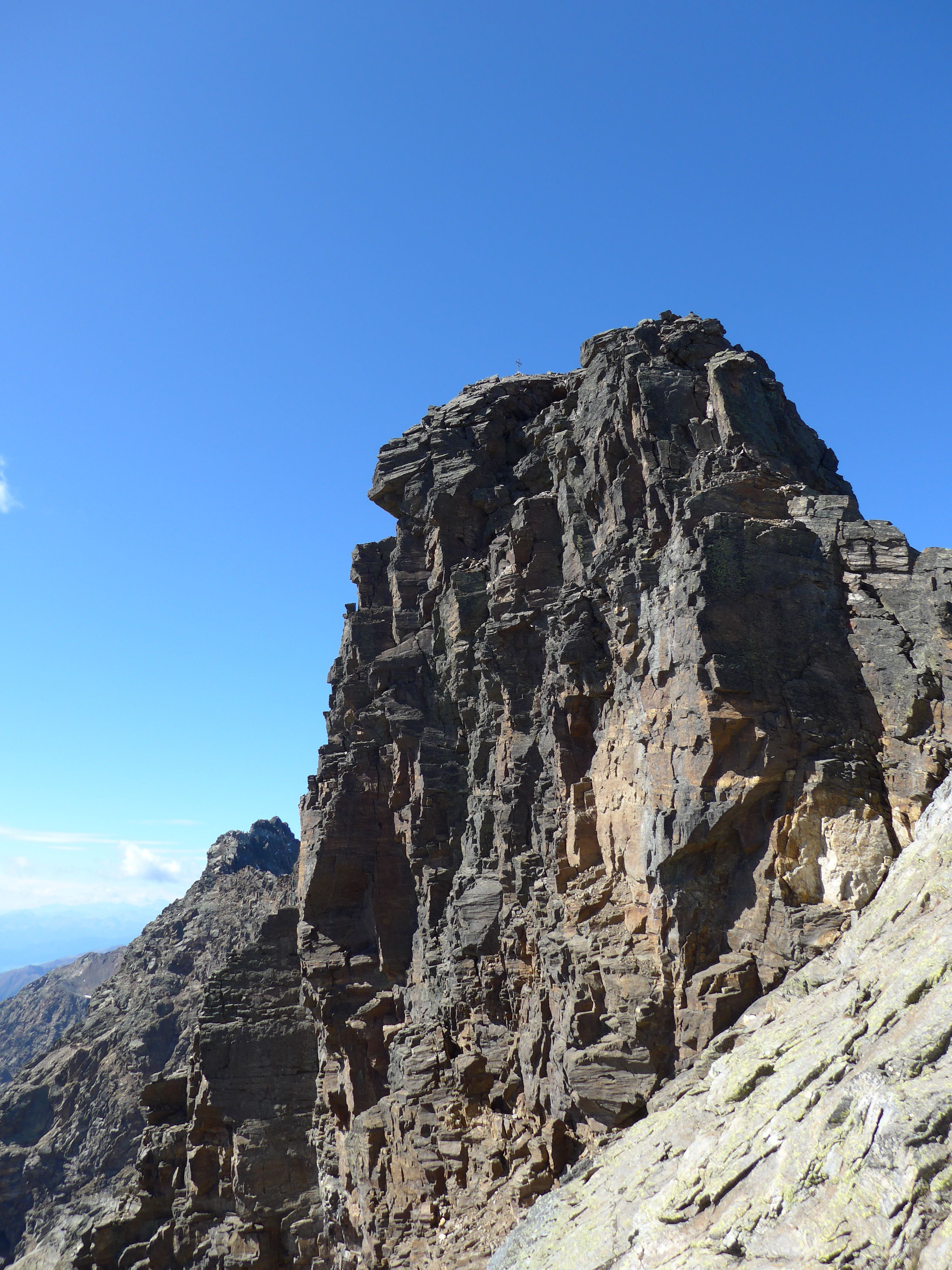
Gipfelturm des Wasserkopfs von Südosten